# NigComSat 3
O NigComSat 3 é um projeto de satélite de comunicação geoestacionário nigeriano que ainda se encontra num estágio de planejamento e até agora não foi assinado um contrato para a construção do mesmo, ele será operado pela NigComSat. O satélite foi inicialmente planejado para ser lançado ao espaço no ano de 2015. Mas, até agora não tem uma data de lançamento concreta.

## Cobertura
O NigComSat 3 é projetado para fornecer cobertura para o território da Nigéria, bem como às Américas do Sul e do Norte.